# Catedral de la Asunción (Sviyazhsk)
La Catedral de la Asunción, en  ruso Успенский собор, en Sviyazhsk, República de Tartaristán, Rusia es un monasterio masculino, incluido en la lista del Patrimonio Mundial de la UNESCO. Se dice que está situado en la ciudad-isla de Sviyazhsk, pero en realidad hay acceso por tierra al territorio principal. Fue construido en 1555, en la misma época en que se estableció la Diócesis de Kazán, y fue el principal centro educativo y de iluminación allí durante los siglos XVI-XVIII, en el programa del zar ruso Iván el Terrible para colonizar la región del Volga. En particular, tuvo una de las primeras imprentas de Rusia, junto con la Imprenta de Moscú. Los frescos del monasterio están entre los mejores de Rusia.